# Iglesia del Cristo de Mapethé
La Iglesia del Cristo de Mapethé o Santuario del Señor de Mapethé es una iglesia parroquial localizada en la localidad de Mapethé, municipio de Cardonal, en el estado de Hidalgo, México. La Iglesia fue fundada en el siglo XVI y reconstruida en el siglo XVIII, contando con una amplia riqueza arquitectónica del denominado ultrabarroco. Esta iglesia tiene la advocación a Jesucristo crucificado, bajo la denominación de El Cristo de Mapethé o Nuestro Señor de Mapethé; una imagen muy venerada en México durante el siglo XVIII y principios del siglo XIX.

## Historia

### Fundación y construcción

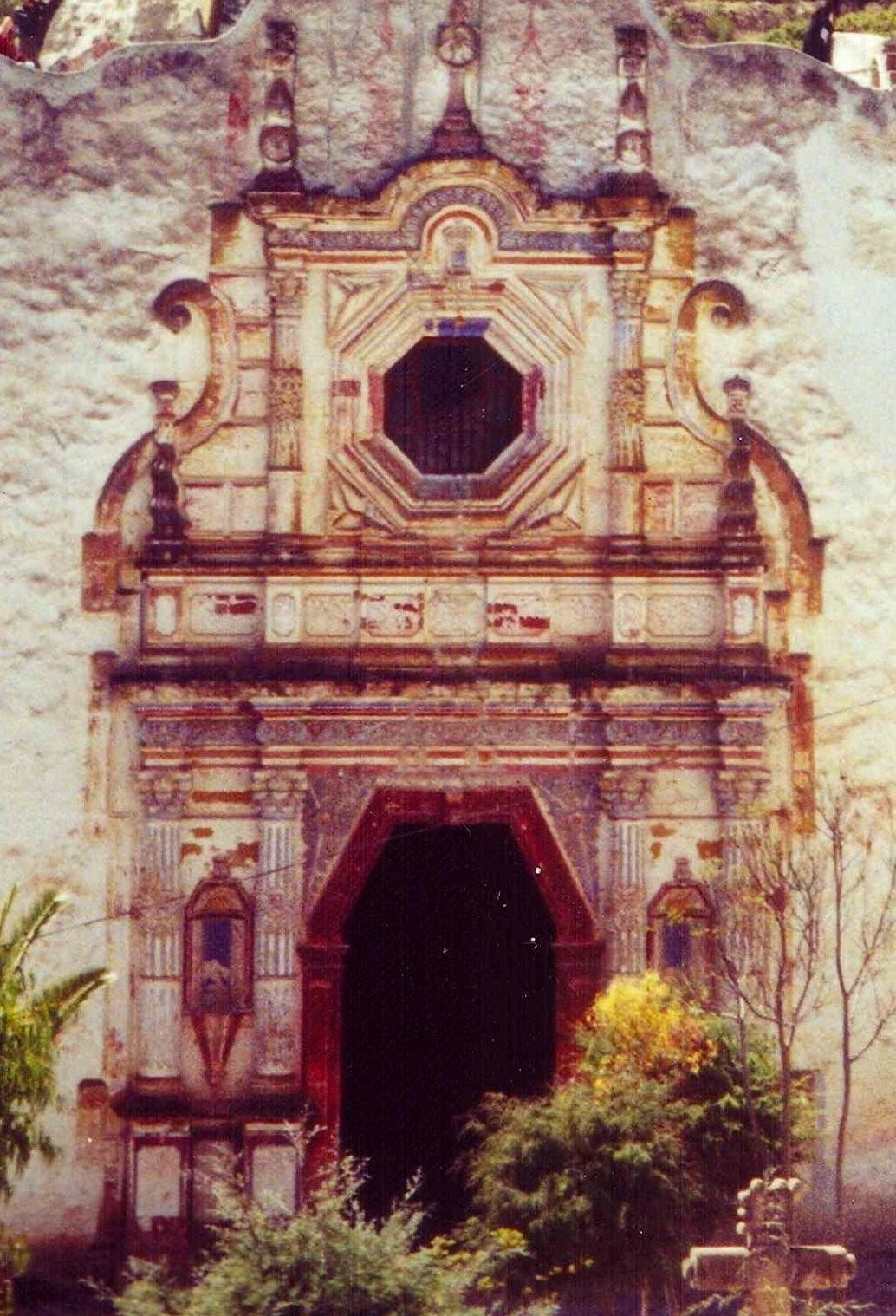
Detalle de la portada de la Iglesia.

El trabajo de evangelización en la Nueva España empezó en 1524 cuando arribaron doce franciscanos, en 1526 el mismo número de dominicos y en 1533 siete agustinos. En el estado de Hidalgo empezó cuando los franciscanos llegaron a Tepeapulco en 1527 y los agustinos legan a Atotonilco el Grande y Metztitlán en 1536. La población durante ese tiempo se llamó Real del Plomo Pobre; porque se explotaba en ella el plomo; la iglesia fue fundada alrededor del siglo XVI. Se sabe que para 1540 o 1545 ya se encontraba la iglesia; el edificio requirió muchos años para su terminación. Distintas versiones informa que para 1621 apareció en la región un huracán, que destruyó la mitad del techo de la capilla.

### Reconstrucción
Documentos antiguos informan que este edificio ocupó el lugar de otro anterior, abandonado y en ruinas; que Agustín de la Cruz Morales fue promotor de las obras y se empezó a juntar material para construcción el 2 de mayo de 1727. En 1728 se obtuvo permiso del virrey, Juan Vázquez de Acuña y Bejarano, I marqués de Casa Fuerte, para construir una nueva iglesia que sustituyera a la primitiva. En el dintel de la puerta que conduce al retablo, está grabada la fecha: 26 de mayo de 1737; para entonces se asocia con ella el nombre del maestro alarife Gregorio Durán.
En 1739 se tenían cerrados los arcos torales para las bóvedas, y para 1744 se nombra al arquitecto Nicolás de la Cruz, como informante del derrumbe del coro y para hacerse cargo de la obra, Al bachiller Antonio Fuentes de León, primer cura clérigo, a partir de 1751, se debe la construcción de los retablos: el Retablo Mayor fue acabado de dorar el 15 de mayo de 1765, y el 28 de agosto de 1773 se habían terminado los dos retablos laterales próximos al presbiterio. En 1776 Joseph Joaquín de Bera Betancurt construye en el coro un muy bello instrumento del que se conserva la estructura del mueble. Entre 1775 y 1778 se elaboraron los otros dos retablos siendo concluido en su totalidad en 1792.
En el muro a espaldas del órgano aparece una leyenda que menciona una reparación llevada a cabo en diciembre de 1892, sin indicar el nombre de quien realizó dicho trabajo; no existe ninguna otra fuente que documente alguna otra intervención. En el área del coro también existe un armonio, por lo cual podemos inferir que el órgano tubular dejó de usarse entre 1920 y 1930.

### Trabajos de restauración

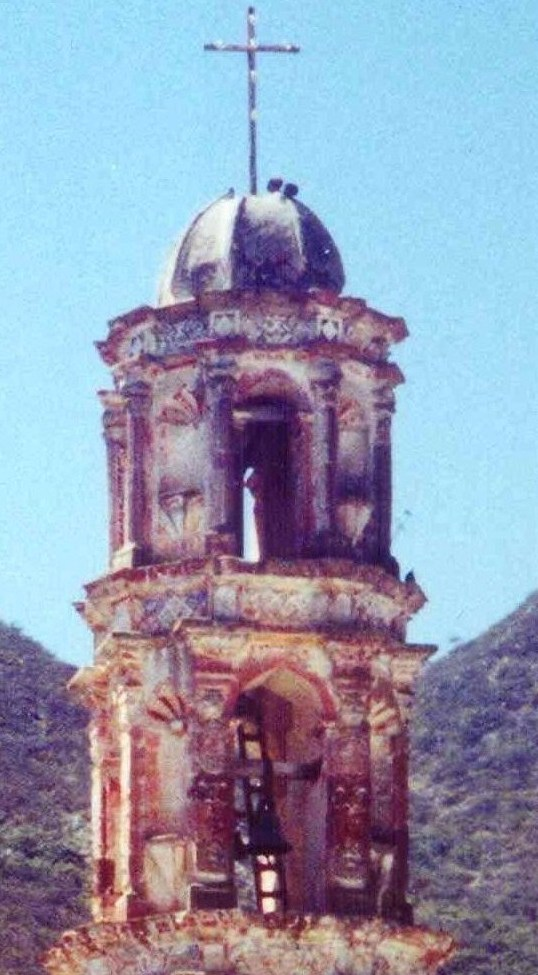
Detalle del campanario.

En 1964 las veladoras colocadas en el altar del Retablo de las Animas ocasionaron un incendio que dañó hasta un 21 % del retablo. Esta edificación se convirtió desde los años 1980 en un ejemplo idóneo para un proyecto de formación e investigación, sobre la conservación y restauración, principalmente por parte de la Escuela Nacional de Conservación, Restauración y Museografía “Manuel del Castillo Negrete” (ENCRyM) del Instituto Nacional de Antropología e Historia (INAH). En 1986 la localidad solicitó al ENCRyM, un grupo de alumnos para la restauración de pintura de caballete; dicho grupo asistió en verano de 1987. Se sugirió hacer también una solicitud para la restauración del órgano, y en 1988 se empezó con un grupo de alumnos la restauración.
A partir de 1990 se tuvo la posibilidad de restaurar una de las campanas de la iglesia, pero dicho trabajo no se concluyó por falta de material; entre 1991 y 1992, se llevó a cabo la continuación con otras instituciones como la UNAM y la UAM. Trabajos de restauración sobre el cuadro de las Ánimas e realizaron durante las temporadas de julio de 1997, agosto de 1998 y agosto de 2000. En enero de 2001 fueron presentados los trabajos de restauración del órgano.
En 2013 el Consejo Estatal para la Cultura y las Artes en Hidalgo (Cecultah), informó de los recursos que el Gobierno de México destinaba para la restauración de las bóvedas. Los trabajos empezaron en julio de 2014 y concluyeron en diciembre de ese mismo año. Durante 2016 se efectuaron obras de intervención en la cubierta de la iglesia con el fin de reparar y prevenir las afectaciones por lluvias y humedad. Entre octubre de 2017 y marzo de 2018 se llevaron a cabo trabajos de restauración del retablo mayor; los trabajos consistieron en consolidaciones, tallas de elementos faltantes, reintegraciones y reestructuración.

## Arquitectura

### Atrio
El tamaño aproximado del terreno es de 3750 m², mientras que la construcción tiene cerca de 1000 m²: La Iglesia destaca porque está en una serranía accidentada, aprovecha el terreno irregular a través de terrazas y rampas, que van superponiéndose sucesivamente. Todo el terreno esta limitado por altas bardas almenadass, de mampostería. El atrio se prolonga por ambos lados de la Iglesia, hasta la parte posterior, donde se encuentra el cementerio, mismo que se encuentra en uso;  en la zona noroeste se han construido sanitarios.
El acceso principal al atrio es un arco de medio punto, las dovelas se encuentran decoradas con relieves de flores, en la parte derecha destaca el relieve de un sol y en la clave una cruz; cerca de la imposta empiezan pilastras que rematan en una cornisa. En la parte superior una hornacina con una cruz, y rematan tres almenas circulares, igualmente con cruces. La cruz atrial, esta erguida sobre una plataforma y una base, ambas encaladas; estando elaborada de cantera rosa con relieves labrados en todas sus caras con los atributos de la pasión de Cristo e imágenes del sol y la luna.

### Iglesia

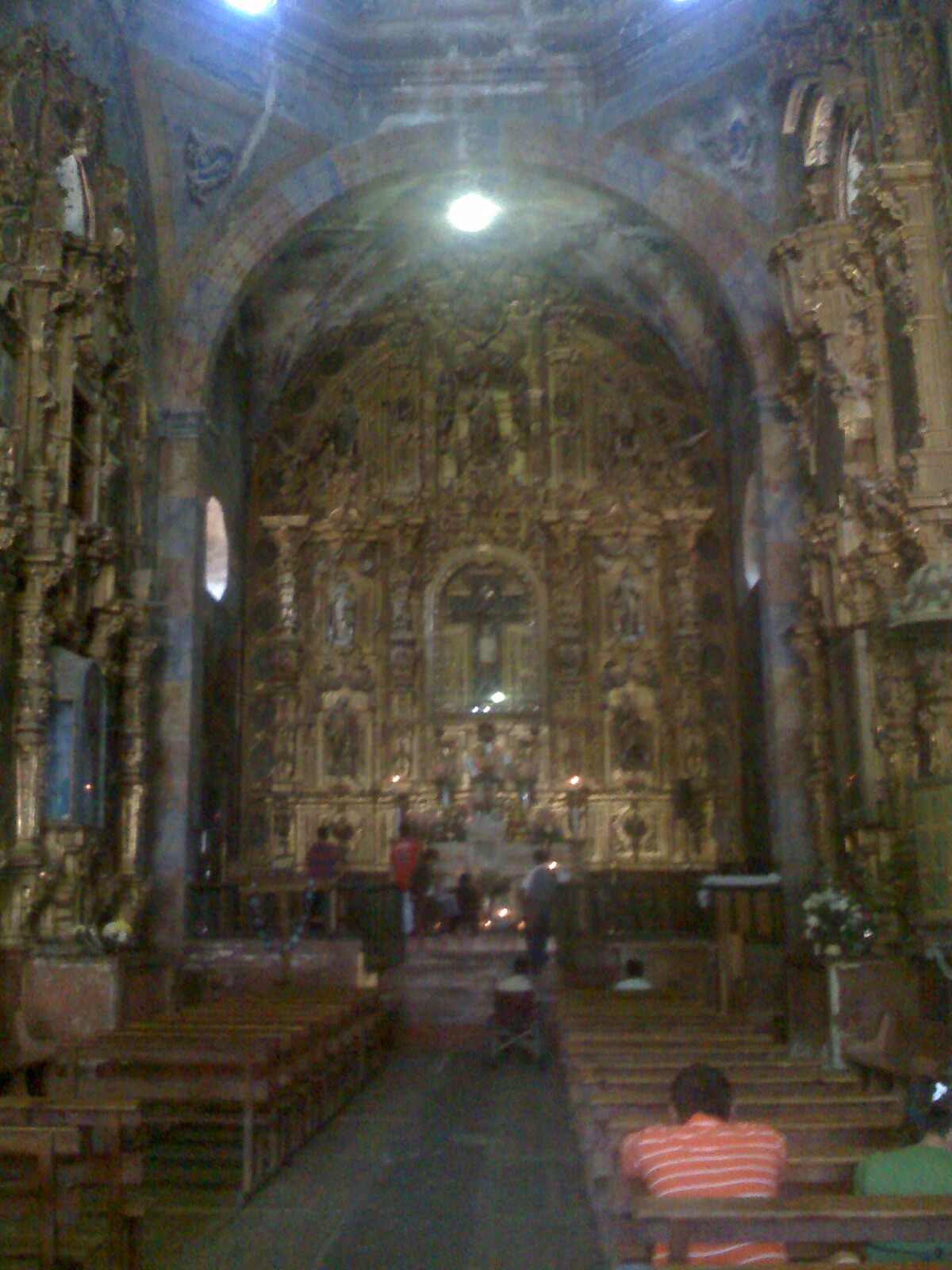
Interior de la iglesia al fondo el Retablo Mayor.

Presenta un evidente anacronismo arquitectónico al exhibir una planta propia de los templos del siglo XVI, dentro del dinamismo del barroco novohispano del siglo XVIII. La fachada principal tiene una portada dividida en dos secciones una inferior y otra superior. La sección inferior con la puerta principal tiene vano ochavado con enjutas de adornos vegetales; está enmarcada por con cuatro columnas exentas de orden corintio con fuste estriado que soportan un elaborado entablamento, en los intercolumnios una hornacina con ménsula. Los relieves son carnosos, incluso en los medallones grutescos que rompen la continuidad de los fustes estriados de las columnas, y en los capiteles; lo mismo sucede en el friso pulvino del entablamento, con rostros de querubines y hojarasca con motivos decorativos; en tanto que las hornacinas de los intercolumpios retoman el perfil lineal quebrado de la entrada.
La sección inferior se prolonga, después de una amplia arquitrabe a la sección superior; las columnas extremas terminan en pináculos, mientras que las columnas próximas a la puerta continúan en la sección superior; y enmarcan una gran ventana octogonal con pechinas rectilíneas, la ventana ilumina el área del coro. Rematan la portada sobre la cornisa de movimiento ondulante, tres pináculos en relieve. La portada se encuentra bordeada por una cenefa decorativa: se desplanta del suelo en la sección inferior, tiene ángulos de noventa grados y en la sección superior se transforma en volutas que finalizan en pequeños roleos.
En los espacios sin decorar de la portada, así como en las esquinas de los muros la pared simula, también en relieve, sillares de piedra que contrastan con la planitud del aplanado exterior de la fachada. La torre se encuentra al costado norte de la fachada; es cuadrada, y tiene dos vanos pequeños a manera de aspilleras que sirven como ventana y para ventilación. El campanario tiene planta octogonal, es tres cuerpos; contiene nueve campanas, tres de ellas rebajadas, todas de distinta época de construcción. Los dos primeros cuerpos tienen pilastas rectangulares de exuberante decoración; y el tercer cuerpo tiene columnas estriadas. La base octogonal forma ocho intercolumnios por cuerpo, en cuatro de ellos hay hornacinas y en los otros cuatro arco de medio punto, a excepción del segundo cuerpo que tiene arco en cortina; rematando el conjunto una pequeña linternilla.
El interior es de una sola nave de planta rectangular, construida de mampostería con cubierta de bóveda de crucería. Tiene una cúpula octagonal sobre pechinas con cimborrio, tiene cuatro ojos de buey por donde entra la luz; sirve de remate una linternilla octagonal con un vano de medio punto en cada uno de sus costados. Sus anexos consisten en el bautisterio, situado en la planta de la torre, la sacristía, y la antesacristía; estos conservan su cubierta de bóveda, habiéndose remodelado los pisos con cemento, a excepción del bautisterio, que lo tiene de ladrillo. En la sacristía hay dos dinteles de cantera con motivos florales y orlas.
En el área del coro se encuentra un órgano tubular; de 1.80 m de ancho por 4.10 m de altura con una profundidad de 1.20 m. Consta de 510 tubos (flautas y trompetas) de las cuales 11 son de madera y las demás de una aleación de plomo y estaño; y cuenta con 51 teclas que significan cuatro octavas completas más dos semitonos (Do - re"). Se trata de un mueble sencillo de estilo neoclásico, con molduras en la parte superior y sin tallas.

## Retablos

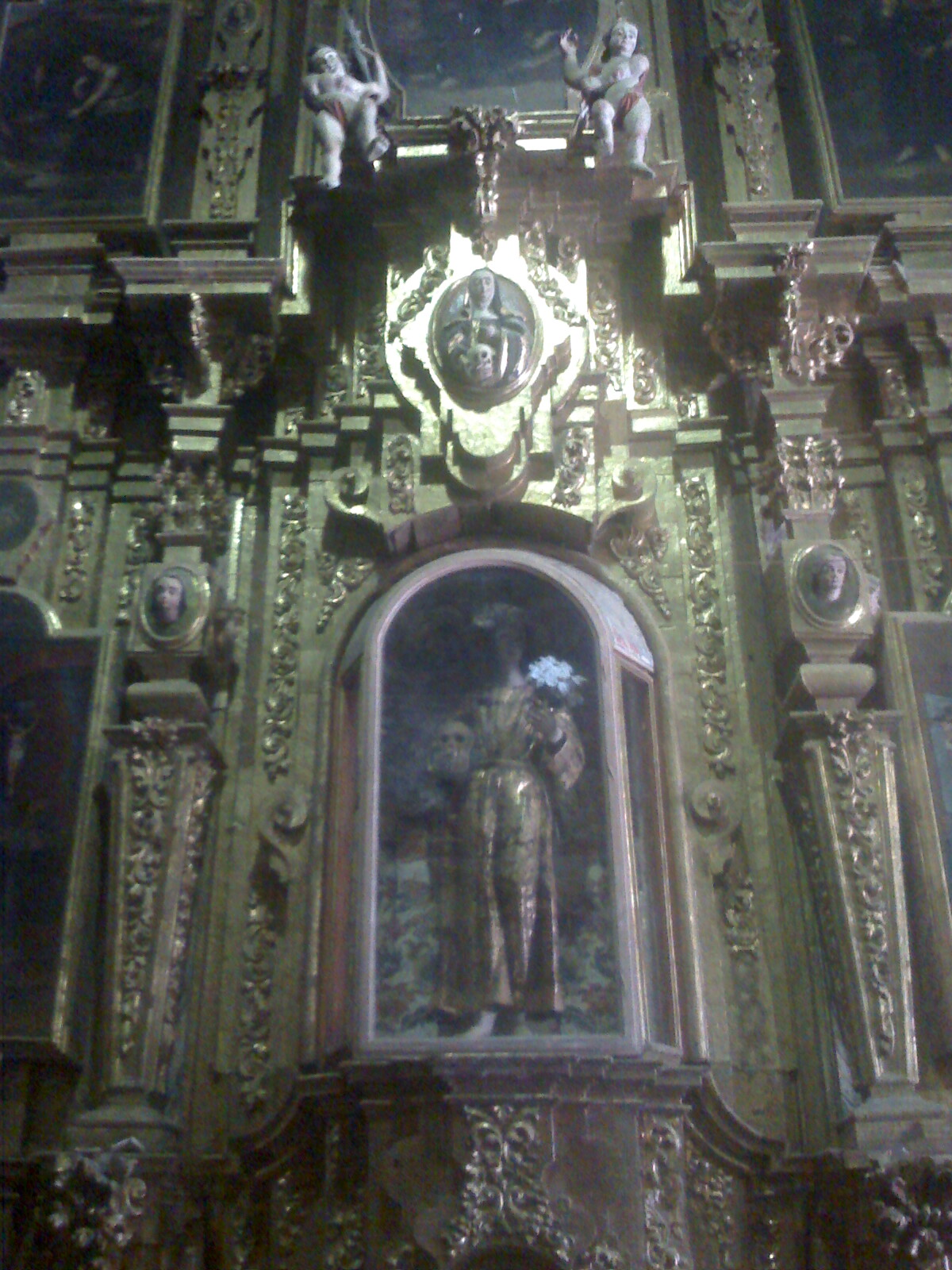
Detalle del Retablo de Santa Rosalía.

En el interior se identifican cinco retablos manufacturados con madera; con una temática específica cada uno: el Retablo Mayor, es el más elaborado y majestuoso del conjunto, centra su atavío en relieves y esculturas de santos, vírgenes, mascarones; siendo las únicas pinturas unos cuadros ovalados laterales con representaciones de querubines y angelitos, cada uno sosteniendo cruces, mantas con inscripciones en latín y carteles. Los dos pares de columnas de estípites enmarcan las figuras; una leyenda en la parte inferior contiene la fecha de terminación del retablo: 15 de mayo de 1775.
Los otros retablos tienen características similares al retablo mayor, como los pares de columnas y cuadros de angelillos, pero basándose mayormente el diseño en la pintura más que en la escultura. Del lado izquierdo o lado del evangelio se encuentran los retablos con imágenes del vida de Jesús y vida de la Virgen María, con esculturas en la parte central del Prendimiento y la Virgen María. Del lado derecho o lado de la epístola se encuentran los retablos uno con imágenes de las apariciones de la Virgen de Guadalupe; y el otro dedicado a Santa Rosalía.
La estructura de los primeros retablos, cerca de la puerta pasando el área del coro, se compone de una retícula de piezas de madera: el diseño estructural está desarrollado en tres cuerpos horizontales. El último de estos, colocado en la parte superior, está condicionado por el trazo del arco formero de cantera desplantado sobre el muro de apoyo del retablo. La síntesis geométrica del retablo se expresa en dos geometrías: el rectángulo de los dos primeros cuerpos y el desarrollo en medio círculo del remate o cuerpo superior.

## Pintura
Debajo del área del coro del lado izquierdo o lado del evangelio se encuentra el lienzo “Retablo de las Ánimas” que tiene como imagen principal a la Virgen del Carmen. En la parte inferior se observa a las ánimas del purgatorio envueltas en llamas. La Virgen del Carmen va descendiendo justo al centro de la escena, está coronada por cinco querubines y rodeada por un cortinaje rojo cuyo frente es descubierto por dos ángeles. La base sobre la que va sentada es una nube soportada por dos ángeles de la cual se desprenden cuatro bases más de la misma naturaleza, dos hacia su espalda y dos hacia su frente. En ellas se ubican los siguientes santos: atrás hacia su izquierda San Juan Bautista; atrás hacia su derecha San José y un grupo de ánimas salvadas; adelante hacia su izquierda San Nicolás Tolentino; y adelante hacia su derecha San Francisco de Asís.
En el presbiterio se encuentran ocho lienzos; del lado izquierdo se encuentran cuatro que representan: a Cristo llevando la cruz (Verónica limpia el rostro de Jesús y Jesús cae ), el Juicio de Jesús y la Oración en el huerto de Getsemaní. Del lado derecho se encuentran cuatro que representan: la historia de la renovación del cristo de Mapethé.

## El Cristo de Mapethé
La Iglesia tiene la advocación del Cristo crucificado bajo la denominación de “El Cristo de Mapethé”, más conocido como “El Cristo de Santa Teresa”; también denominado en menor medida como “Cristo de Ixmiquilpan”, o “Cristo de Cardonal”. La historia de este Cristo empieza en 1545, cuando al poblado de Mapethé conocido como Real de Minas del Plomo Pobre perteneciente al distrito de Ixmiquilpan; Alonso de Villaseca donó a la primitiva capilla el Cristo que según cuentan, había traído desde España. Permaneció en la capilla y en 1615 la escultura se había deteriorado: estaba completamente negra, y la polilla le había deshecho toda la cabeza quedándole solo la barba. Por tal motivo, el obispo mandó que la sagrada imagen fuera sepultada con la primera persona adulta que muriese; mandato que no se pudo cumplir pues a lo largo de cinco años, prodigiosamente, nadie falleció; al mismo tiempo se le empezaron a atribuir milagros a la imagen.
Mapethé por ese tiempo vivió una gran sequía, el vicario propuso realizar una procesión rogativa con la imagen de la Virgen María, pero el pueblo propuso al Cristo. Él se negó debido al aspecto del Cristo, con la insistencia de la gente accedió, según la crónica desde ese día llovió por diecisiete días. En 1621 un viento destrozó el techo de la capilla, la escultura del Cristo salió volando separado de su cruz, para luego volver a la capilla. El 19 de mayo de 1621, después de escuchar ruidos en la iglesia, se descubrió al Cristo, sudado en agua y sangre; y completamente renovado.
El Arzobispo de México, Juan Pérez de la Serna, mano a un visitador y un notario, quienes verificaron la transfiguración; se decido que Mapethé no era el lugar indicado para la imagen y se trató de trasladar a la Ciudad de México. Se cuenta que el Cristo no quería dejar la población, pues la caja donde se había puesto se hacía muy pesada e imposibilitabaa su traslado. Los pobladores se opusieron, y se suscitó un enfrentamiento para recuperar la imagen, logrando que esta se trasladara temporalmente al Convento de San Miguel Arcángel en Ixmiquilpan.
En el convento fue entregado al visitador y al vicario quienes finalmente la trasladan a la Ciudad de México, finalmente colocándolo en el Convento de Santa Teresa de la Orden de las Carmelitas Descalzas; que es cuando se le empieza a conocer como: “El Cristo de Santa Teresa”. El Cristo salía en procesiones para calmar epidemias e inundaciones, como en 1736 junto con la Virgen de Guadalupe, y en 1833 para calmar la epidemia de cólera. El terremoto del 7 de abril de 1845, derribó la cúpula de su capilla y el ábside de la Iglesia de Santa Teresa la Antigua; a Lorenzo de la Hidalga le fue encomendada la misión de restaurar la iglesia. Sin embargo, esta vez la escultura no fue milagrosamente renovada, y resultó dañada por el derrumbe. Después de que el templo fue cerrado al culto, fue llevado a la Catedral y posteriormente devuelto a los carmelitas, quienes lo colocaron en el Templo del Carmen de San Ángel.
La devoción al Cristo crucificado continúa en Mapethé y Cardonal. En Cardonal se festeja cada 19 de mayo la milagrosa renovación. En Mapethé donde se encuentra una réplica de la imagen, destacan las procesiones, conocidas como “La Bajada” y “La Subida”. El miércoles siguiente al quinto viernes de Cuaresma se realiza “La Bajada” procesión del Cristo desde Mapethé a Cardonal; en donde permanece unas semanas. Después se realiza “La Subida”, una procesión donde del Cristo regresa a Mapethé. A la entrada de ambas poblaciones se descubre al Cristo, y es recibido por la Virgen de la Purísima Concepción en Cardonal y por la Virgen de la Soledad en Mapethé.